# While
While är ett datorkommando som innebär att en slinga upprepas så länge ett booleskt argument är sant.